# Operatie Büffel

Operatie Büffel (Duits: Büffelbewegung) was tijdens de Tweede Wereldoorlog de codenaam voor een reeks terugtrekkingen van het Duitse leger aan het oostfront. De terugtrekkingen vonden plaats in de periode 1 tot en met 22 maart 1943 en hadden als gevolg dat het saillant bij Rzjev ophield te bestaan en het front met 370 kilometer werd verkort. Hierdoor konden eenentwintig divisies elders worden ingezet.